# Comusia bengalensis
Comusia bengalensis är en skalbaggsart som först beskrevs av Fisher 1940.  Comusia bengalensis ingår i släktet Comusia och familjen långhorningar. Inga underarter finns listade i Catalogue of Life.